# Chloroclystis denotata
Chloroclystis denotata är en fjärilsart som beskrevs av Walker 1862. Chloroclystis denotata ingår i släktet Chloroclystis och familjen mätare. Inga underarter finns listade i Catalogue of Life.